# Ústavní soud

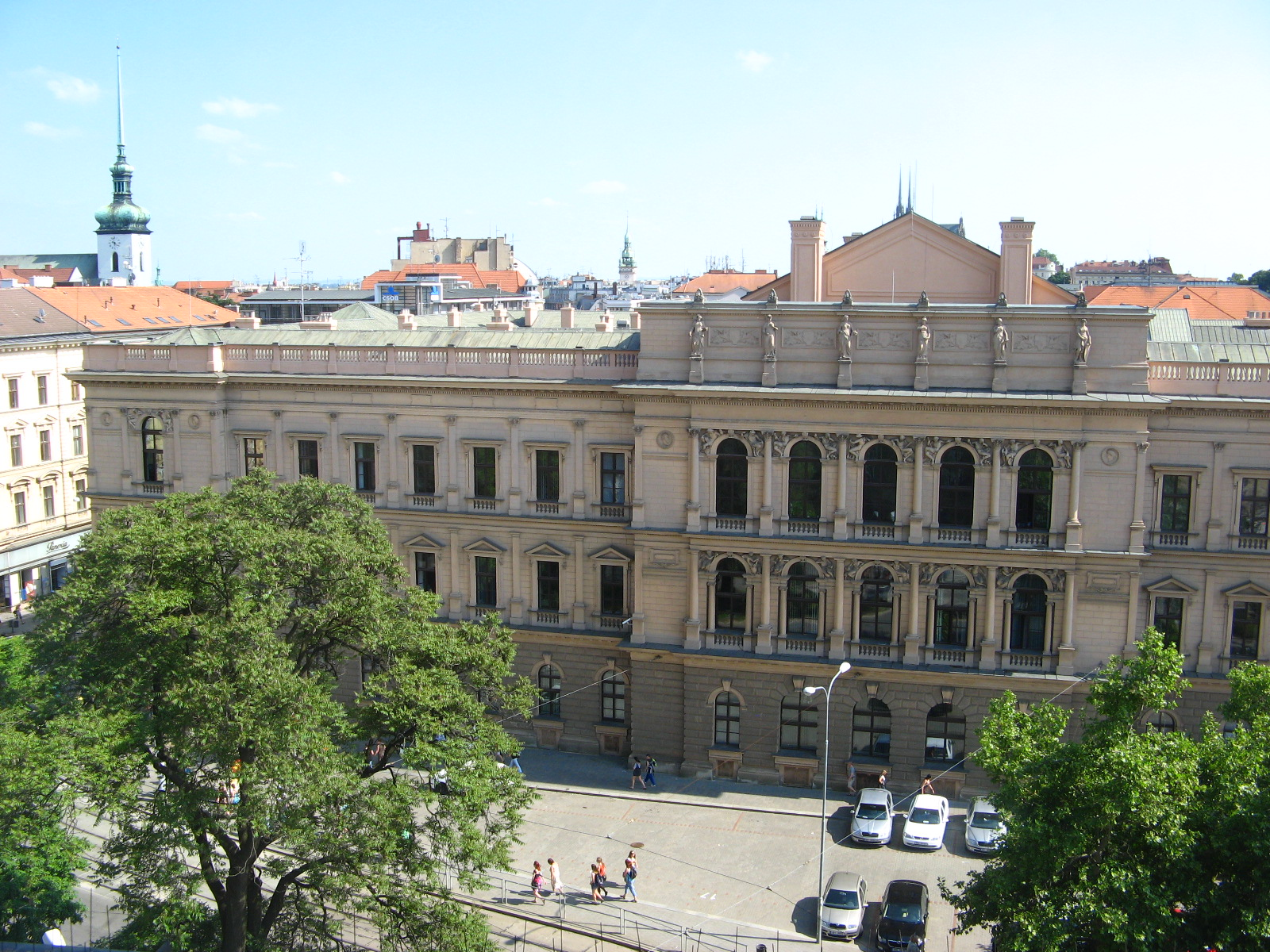
Ústavní soud České republiky v Brně

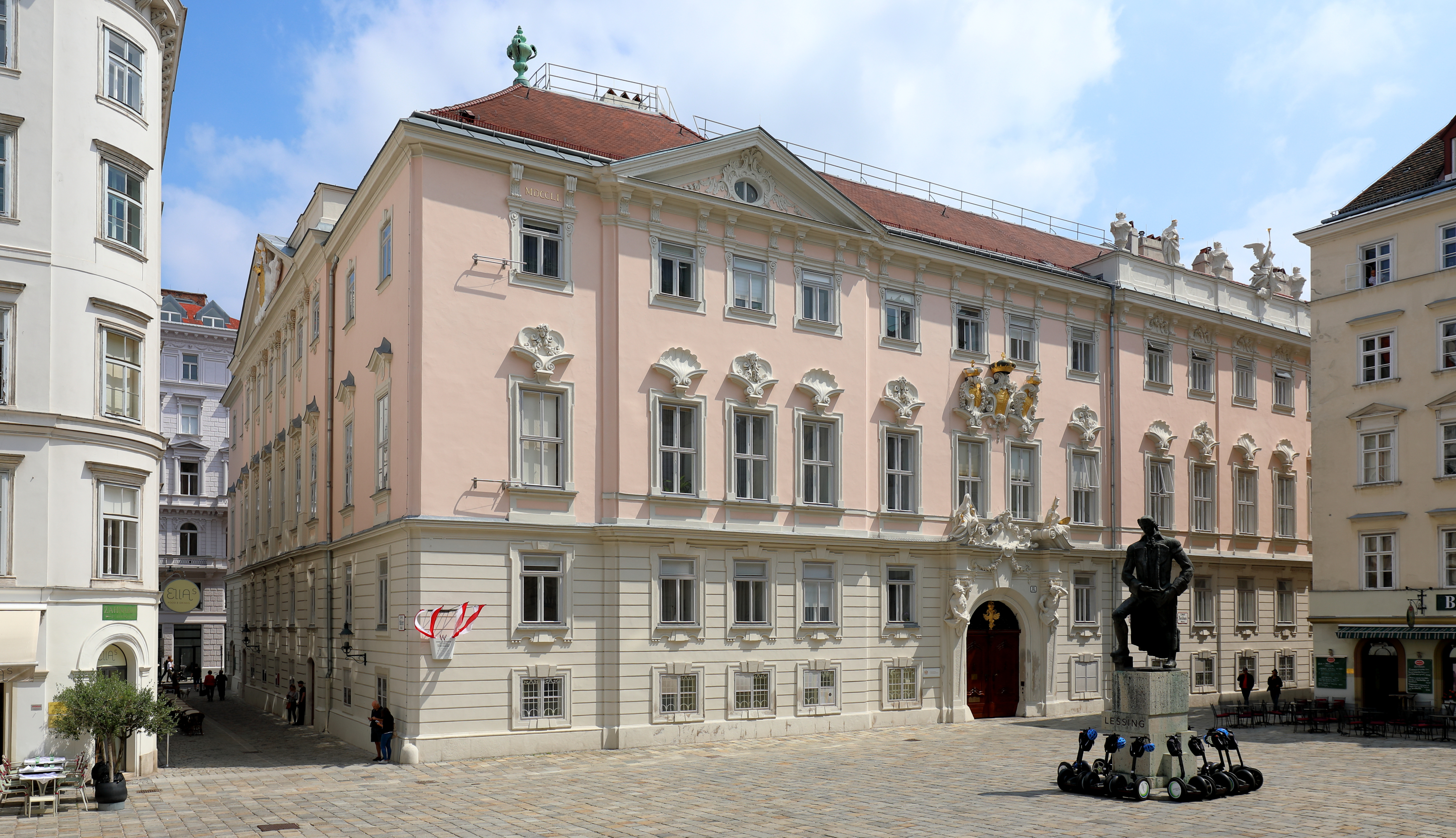
Budova rakouského ústavního soudu (původně v ní sídlila Česká dvorská kancelář)

Ústavní soud je soudní orgán v zemích, které mají koncentrované ústavní soudnictví.
Je oddělen od soustavy obecných soudů a jeho hlavním úkolem je přezkum souladu zákonů s ústavou nebo celým ústavním řádem.
Ústavní soud byl poprvé v dějinách zakotven v roce 1920 v ústavách Československa a Rakouska. Jeho zřízení bylo ovlivněno právní filozofií Hanse Kelsena a jeho žáků.[zdroj?]
Mezi státy se samostatným ústavním soudem patří:[zdroj?]
- Albánie
- Arménie
- Ázerbájdžán
- Belgie
- Bělorusko
- Bosna a Hercegovina
- Bulharsko
- Česká republika
- Egypt
- Ekvádor
- Francie
- Gruzie
- Guatemala
- Chile
- Chorvatsko
- Indonésie
- Itálie
- Jihoafrická republika
- Kazachstán
- Kolumbie
- Kongo
- Jižní Korea
- Kosovo
- Kyrgyzstán
- Litva
- Lotyšsko
- Madagaskar
- Maďarsko
- Makedonie
- Mali
- Moldavsko
- Mongolsko
- Myanmar
- Německo
- Polsko
- Portugalsko
- Rakousko
- Rumunsko
- Rusko
- Řecko
- Slovensko
- Slovinsko
- Srbsko
- Středoafrická republika
- Španělsko
- Tádžikistán
- Thajsko
- Turecko
- Uganda
- Ukrajina
- Uzbekistán

V minulosti měly ústavní soud například tyto státy:
- Československá republika (17. 11. 1921 – 9. 6. 1948 de iure, de facto do roku 1939)
- Česká a Slovenská Federativní Republika (1. 4. 1991 – 31. 12. 1992)

## Citát
- „Ústava, která nezavedla Ústavní soud ke zrušení neústavních aktů, je světlem, které nesvítí.“ (H. Kelsen)[2]